# 波迪利亞 (伊凡諾-法蘭科夫斯克州)
參數所指定的目標頁面不存在，建議更正成存在頁面或直接建立下列一個頁面（建立前請先搜尋是否有合適的存在頁面可以取代）：
- 波迪利亞 (消歧義)

波迪利亞（羅馬化：Podillia）是烏克蘭西部伊萬諾-弗蘭科夫斯克州伊萬諾-弗蘭科夫斯克區比利希夫齊市鎮的村莊。該村面積8.56平方公里，2001年人口350，人口密度每平方公里40.9人。